# Archisotoma besselsii
Archisotoma besselsii är en urinsektsart som först beskrevs av Alpheus Spring Packard 1877.  I den svenska databasen Dyntaxa används istället namnet Archisotoma besselsi. Archisotoma besselsii ingår i släktet Archisotoma och familjen Isotomidae. Arten är reproducerande i Sverige. Inga underarter finns listade i Catalogue of Life.